# 陕甘总督

陕甘总督辖地（1911年）

陝甘總督（穆麟德轉寫：šansi g῾ansu -i uheri kadalara amban），正式官銜為總督陝甘等處地方提督軍務、兼理糧餉、管理茶馬、兼巡撫事，始设于中國明朝时期，總管陝西和甘肅兩省的軍民政務，至清朝成为九位最高級的封疆大臣之一。

## 沿革

### 明朝
- 明初在陕西北部沿边分设延绥巡撫、宁夏巡撫、甘肃巡撫三鎮。
- 弘治十年（1497年），韃靼旗主火筛入寇，明孝宗遣重臣总制陝西、延绥、宁夏、甘肃军务，以左都御史王越任之。此後或設或罷[1]。
- 此後，蒙古數萬入寇固原，總兵官曹雄拒絕援助。楊一清則帥輕騎自平涼晝夜行，抵禦入侵并發動奇襲，擊退進犯。此後，楊一清以延綏、寧夏、甘肅三地有警不相援，請求率領大臣兼任。劉大夏於是請求楊一清總制三鎮軍務[2]。
- 嘉靖四年（1525年），始定设，初称提督军务。七年（1528年）改稱为「总制」[3]。
- 嘉靖十九年（1540年），避制字，改为「总督」，秋驻防花馬池[4]。

### 清朝
- 順治二年（1645年），設置陝西三邊總督，總督府駐固原。
- 順治十年（1653年），兼督四川，改為川陝三邊總督。
- 順治十三年（1656年），改川陝總督，總督府遷往漢中。
- 順治十八年（1661年），九月改陝西總督。
- 康熙五年（1666年），改名山陝總督，兼管山西，總督府遷往西安。
- 康熙十一年（1672年），不兼山西，改名陝西總督。
- 康熙十九年（1680年），兼管四川，改川陝總督。
- 雍正元年（1723年），凡总督授加兵部尚书衔者，例兼都察院右都御史衔。不加尚书衔则俱加兵部右侍郎兼都察院右副都御史衔。
- 雍正三年（1725年），授岳鍾琪川陝總督，起用漢人（漢軍八旗以外）為總督的開始。
- 雍正九年（1731年），改陝西總督，轄陝西與甘肅。另設四川總督。
- 乾隆元年（1736年），又再度廢除四川總督，改名為川陝總督。
- 乾隆十三年（1748年），分設四川總督、陝甘總督。
- 乾隆二十四年（1759年），廢四川總督，改陝甘為川陝總督，另設甘肅總督，駐肅州，兼管陝西。川陝總督移駐四川。
- 乾隆二十五年（1760年），裁撤甘肅總督，恢復四川、陝甘兩總督，陝甘總督，仍然駐蘭州，兼任巡撫。
- 光緒八年（1882年），新疆建省，陝甘總督兼管新疆。

## 历任总督

### 總制三邊軍務
- 王越，總制三邊軍務（1474年），總制甘、涼邊務兼巡撫（1497年-1498年）
- 秦紘，總制三邊軍務（1501年-1504年）
- 李鉞，總制陝西三邊軍務（1522年-1523年）
- 楊一清，總制陝西三邊軍務（1525年）
- 王憲 ，督陝西三邊軍務（1525年-1528年）
- 王瓊，督陝西三邊軍務（1528年-1532年）
- 李汶    督陝西三邊軍務（1535年）
- 曾銑，總督陝西三邊軍務（1546年-1548年）
- 顾其志，總督陝西三邊軍務（1610年）
- 黄嘉善，總督陝西三邊軍務
- 刘敏宽，總督陝西三邊軍務
- 張鶴鳴，總督陝西三邊軍務（未上任）
- 杨应聘，總督陝西三邊軍務
- 祁光宗，总督甘、涼三边军务（1615年）
- 李起元，总督陕西三边军务
- 武之望，总督陕西三边军务（1628年）
- 杨鹤，总督陕西三边军务（1629年）
- 洪承疇，陝西三邊總督（1631年）
- 鄭崇儉，總督陝西三邊軍務（1639年）
- 丁啟睿，總督陝西三邊軍務（1640年）
- 傅宗龍，總督陝西三邊軍務（1641年）
- 汪喬年，總督陝西三邊軍務（1641年-1642年）
- 孫傳庭，總督陝西三邊軍務（1642年-1643年）

### 陝西三邊總督（順治二年至十年）
- 王文奎（1645年）
- 孟喬芳（1645年-1653年）

### 川陝三邊總督（順治十年至十三年）
- 孟喬芳（1653年-1654年）
- 金礪（1654年-1656年）

### 川陝總督（順治十三年至十八年）
- 金礪（1656年）
- 馬之先（1656年-1657年）
- 李國英（1657年-1661年）

### 陝西總督（順治十八年至康熙五年）
- 白如梅（1661年-1666年）

### 山陝總督（康熙五年至十一年）
- 白如梅（1666年）
- 盧崇峻（1666年-1667年）
- 莫洛（1668年-1670年）
- 羅多（1671年-1672年）
- 鄂善（1672年）

### 陝西總督（康熙十一年至十九年）
- 鄂善（1672年-1673年）
- 哈占（1673年-1680年）

### 川陝總督（康熙十九年至雍正九年）
- 哈占（1680年-1683年）
- 禧佛（1683年-1686年）
- 圖納（1686年-1688年）
- 葛思泰（1688年-1692年）
- 佛倫（1692年-1694年）
- 吳赫（1694年-1699年）
- 席爾達（署理，1699年-1701年）
- 覺羅華顯（1701年-1704年）
- 博霽（兼任，1704年-1708年）
- 齊世武（1708-1709年）
- 殷泰（1709年-1713年）
- 鄂海（1713年-1718年）
- 年羹堯（1719年-1721年）
  - 年羹堯（兼任，1721年-1725年）
- 岳鍾琪（1725-1729年）
  - 圖理琛（署理，1725年）
- 岳鍾琪（1729-1732年）[5]
- 查郎阿（署理，1729-1731年）

### 陝西總督（雍正九年至乾隆元年）
- 查郎阿（1731年-1732年）[6]
- 劉於義（署理1732-1735）

### 川陝總督（乾隆元年至十三年）
- 查郎阿（1736-1738年）
  - 劉於義（署理，1736-1737年）
- 鄂彌達（1738-1740年）
- 尹繼善（1740-1742年）
- 馬爾泰（署理，1742年-1743年）
- 慶復（1743年-1747年）
- 張廣泗（1747-1748年）
  - 黃廷桂（署理，1747年）[7]
  - 傅爾丹（暫護，1748年）
  - 傅恆（暫管，1748年）
- 策楞（1748年。）
  - 尹繼善（署理，1748年）

### 陝甘總督（乾隆十三年至二十四年）[8]
- 尹繼善（1748年-1749年）
- 瑚寶（1749年）
- 尹繼善（1750年-1751年）
- 黃廷桂（1751-1753年）
- 尹繼善（署理，1753年）
- 永常（1753年-1754年）
- 刘统勋（署理，1754-1755年）
- 黃廷桂（1755-1759年）
- 吳達善（1759年）；楊應琚（1759年-1760年甘肅總督）[9]

### 陝甘總督（乾隆二十五年至宣統三年）[10]
- 楊應琚（1760年-1766年）
- 吳達善（1766年-1768年）
- 明山（1769年-1771年）
- 吳達善（1771年）
- 文綬（1771年-1772年）
- 海明（1772年）
  - 勒爾謹（署理，1772年）
- 勒爾謹（1772年-1776年）
  - 畢沅（署理，1776年）
- 勒爾謹（1776年-1781年）
- 李侍堯（1781年-1784年）
  - 畢沅（署理，1783年）
- 福康安（1784年
  - 慶桂（署理，1785年）[11]
  - 永保（署理，1786年）
  - 勒保（署理，1787年）
- 勒保（1788年-1795年）
- 宜綿（1795年-1796年）
  - 陸有仁（暫署，1796年-1797年）
  - 英善（代署，1797年）
- 宜綿（1797年-1799年）
- 恆瑞（署理，1799年）
- 松筠（1799年-1800年）
- 長麟（1800年-1801年）
- 惠齡（1801年-1804年）
- 那彥成（署理，1804年）
- 倭什布（1804年-1806年）
- 全保（1806年-1807年）
  - 方維甸（署理，1806年）
- 長齡（1807年-1809年）
  - 蔡廷衡（護理，1807年）
- 和寧（署理，1809年）
- 松筠（1809年）
- 那彥成（1810年-1813年）
- 長齡（1813年-1814年）
- 先福（1814年-1817年）
  - 高杞（署理，1814年）
- 和寧（署理，1817年）
- 長齡（1817年-1822年）
  - 朱勳（署理，1821年）
- 那彥成（1822年-1825年）
- 長齡（1825年）
  - 鄂山（署理，1825年）
- 楊遇春（署理，1825年-1826年）
  - 鄂山（署理，1826年）
- 楊遇春（1827年-1835年）
  - 鄂山（署理，1830年）[12]
- 瑚松額（1835年-1840年）
- 訥爾經額（1840年）
  - 瑚松額（署理，1840年）
  - 恩特亨額（署理，1840年-1841年）
- 恩特亨額（1841年-1842年）
- 富呢揚阿（1842年-1845年）
- 惠吉（1845年）
  - 鄧廷楨（署理，1845年）
- 布彥泰（1845年-1849年）
  - 林则徐（署理，1845年）
  - 楊以增（署理，1847年）[13]
- 琦善（署理，1849年）
- 琦善（1849年-1851年）
  - 薩迎阿（暫署，1851年）
- 裕泰（1851年）
  - 舒興阿（署理，1851年）
- 舒興阿（1851年-1853年）
- 易棠（署理，1853年）
- 易棠（1854年-1856年）
- 樂斌（1856年-1860年）
  - 常績（護理，1856年）
  - 林揚祖（署理，1859年）
  - 林揚祖（二次署，1860年）[14]
  - 福濟（署理，1860年）
- 樂斌（1860年-1861年）
- 麟魁（1862年）
- 沈兆霖（署理，1862年）
- 熙麟（1862年-1864年）
  - 恩麟（護理，1862年）
- 楊岳斌（1864年-1866年）
  - 都興阿（署理，1864年）
  - 恩麟（護理，1864年）
- 左宗棠（1866年）
  - 穆圖善（署理，1866年）
- 穆圖善（1867年-1869年）
- 左宗棠（1869年-1880年）
- 楊昌濬（1880年-1881年）
- 曾國荃（1881年）
- 譚鍾麟（1881-1888年）
- 楊昌濬（1888-1895年）
- 陶模（署理，1895年）
- 陶模（1896年-1899年）
- 魏光燾（署理，1899年）
- 魏光燾（1900年）
- 崧蕃（1900年-1905年）
  - 何福堃（護理，1900年。二次護，1901年）
  - 李廷簫（代護，1900年）
- 升允（1905-1909年）
- 長庚（1909-1911年）末代总督。